# Edecón
Edecón ou Edesco était un roi des Edetans, qui gouverna la grande cité d'Edeta et son territoire.

## Histoire
C'était l'un des rois ibères qui se soumirent en 209 av. J.-C. à Scipion l'Africain à Tarraco en lui jurant fidélité en échange de la libération de sa femme et ses enfants, que Scipion avait repris aux Cartaginois à Qart Hadasht (Ibérie) (la future Carthago Nova, aujourd'hui Carthagène). Dans un texte de Polybe, on peut lire :
| ...ΕΔΕΚΩΝΑ ΤΟΝ ΕΔΕΤΑΝΩΝ ΔΥΝΑΣΤΗΝ... |
| ...à Edecón, roi des Edetans...     |